# Садбері (Вермонт)
Садбері (англ. Sudbury) — місто (англ. town) в США, в окрузі Ратленд штату Вермонт. Населення — 545 осіб (2020).

## Демографія
Згідно з переписом 2010 року, у місті мешкало 560 осіб у 239 домогосподарствах у складі 173 родин. Було 392 помешкання
Расовий склад населення:
| - 98,9 % — білих - 0,2 % — корінних американців - 0,2 % — чорних або афроамериканців - 0,2 % — азіатів |

До двох чи більше рас належало 0,4 %. Частка іспаномовних становила 0,2 % від усіх жителів.
За віковим діапазоном населення розподілялося таким чином: 19,6 % — особи молодші 18 років, 60,2 % — особи у віці 18—64 років, 20,2 % — особи у віці 65 років та старші. Медіана віку мешканця становила 51,2 року. На 100 осіб жіночої статі у місті припадало 100,0 чоловіків;  на 100 жінок у віці від 18 років та старших — 96,5 чоловіків також старших 18 років.
Середній дохід на одне домашнє господарство  становив 94 724 долари США (медіана — 68 750), а середній дохід на одну сім'ю — 103 908 доларів (медіана — 75 167). Медіана доходів становила 50 417 доларів для чоловіків та 54 375 доларів для жінок. За межею бідності перебувало 3,1 % осіб, у тому числі 8,3 % дітей у віці до 18 років та 1,4 % осіб у віці 65 років та старших.
Цивільне працевлаштоване населення становило 300 осіб. Основні галузі зайнятості: освіта, охорона здоров'я та соціальна допомога — 36,0 %, будівництво — 11,7 %, роздрібна торгівля — 11,3 %, виробництво — 11,0 %.